# The Chainsmokers
The Chainsmokers là bộ đôi DJ/nhà sản xuất/nhạc sĩ ở New York, Mỹ bao gồm hai thành viên chính Andrew Taggart (sinh năm 1989), Alex Pall (sinh năm 1985), ngoài ra tại các buổi lưu diễn có sự tham gia của tay trống Matt McGuire (sinh năm 1993). Bộ đôi ban đầu trở nên nổi tiếng với bản hit năm 2014, "#Selfie", đạt vị trí thứ mười sáu trên Bảng xếp hạng Billboard Hot 100, vị trí thứ ba tại Úc và thứ mười một tại Anh. Tháng 10 năm 2015, nhóm đã cho ra mắt đĩa EP "Bouquet". Các đĩa đơn tiếp theo của nhóm "Roses" và "Don't Let Me Down" lọt Top 10 trên bảng xếp hạng Billboard Hot 100, trong khi "Closer '' trở thành đĩa đơn đầu tiên của nhóm đạt vị trí thứ nhất trên bảng xếp hạng.

## Tiểu sử
Andrew Taggart được sinh ra vào năm 1989 tại Portland, Maine. Alex Pall được sinh ra vào năm 1985 tại thành phố New York. Pall học nghệ thuật tại đại học New York University, trong khi Taggart học tại Đại học Syracuse University.
Năm 2012, họ cùng nhau tạo nên cặp đôi DJ, hiện tại họ cư trú tại New York, Cả hai cùng sáng tác với sự giúp đỡ của một người tên là John Donigan.

## Sự nghiệp
The Chainsmokers được thành lập năm 2012 dưới sự quản lý của Adam Alpert thuộc công ty 4AM tại New York. Năm 2012, họ cộng tác với nữ diễn viên, nghệ sĩ thu âm người Ấn Độ, Priyanka Chopra, sản xuất ra đĩa đơn "Erase", sau đó là " The Rookie " vào năm 2013. Năm 2013 họ ký hợp đồng với hãng thu âm 604 Records, đứng đầu bởi Chad Kroeger,trưởng ban nhạc Nickelback, và hiện tại Kroeger đang là cố vấn cho họ.
Năm 2014 họ phát hành "#SELFIE" dưới sự giúp đỡ của Kroeger.
Họ đã làm một bản demo về bản nhạc có chứa độc thoại của một cô gái nói về chụp ảnh chân dung của bản thân. Cảm hứng của họ đến từ các cô gái tại các câu lạc bộ mà họ thường đến tại thành phố New York.
Họ cũng phát hành một video âm nhạc,tạo nên bằng việc sử dụng các bức ảnh chân dung của Steve Aoki, founder of Dim Mak, Snoop Dogg, David Hasselhoff, Ian Somerhalder và một số người khác. 29 tháng 1 năm 2014,The Chainsmokers phát hành video "#SELFIE" trên Youtube..Hiện nay, "#SELFIE" đã có gần 500 triệu lượt xem trên Youtube.
19 tháng 3 năm 2016,  nhóm đã tham gia biểu diễn tại lễ hội âm nhạc EDM  Ultra Music Festival, là nơi họ đã công khai lên án ứng cử viên Tổng thống Donald Trump.
Tháng 10 năm 2016,  The Chainsmokers đã đạt được vị trí thứ 18 trong bảng xếp hạng " Top 100 DJs" của tạp chí DJ Magazine
4 tháng 11 năm 2016, nhóm cho ra mắt đĩa đơn mở rộng thứ 2 mang tên "Collage".

## Phong cách âm nhạc
Taggart đã miêu tả âm nhạc của bộ đôi này là "sự hoà quyện giữa nhạc pop, nhạc dance và hip-hop." Trích dẫn lời của The Chainsmokers, theo họ thì họ bị ảnh hưởng âm nhạc bởi Pharrell Williams và deadmau5. Các tác phẩm của những ca sĩ, nhà sản xuất dưới đây đã truyền cảm hứng cho các bài hát của Chainsmokers, bao gồm: Blink-182, Taking Back Sunday, Taylor Swift, Max Martin, The xx và Explosions in the Sky.

## Thành viên

### Alex Pall
Alexander "Alex" Pall sinh ngày 16 tháng 5, 1985 , lớn lên ở Westchester, New York. Mẹ anh là một bà nội trợ và cha anh là một người buôn bán các tác phẩm nghệ thuật.

### Andrew Taggart
Andrew "Drew" Taggart sinh ngày 31 tháng 12, 1989 , lớn lên ở Freeport, Maine. Mẹ anh là một giáo viên và cha anh bán chân tay giả. Anh đã theo đuổi EDM ở tuổi 15 khi anh đang ở Argentina, nơi anh được tiếp xúc với âm nhạc của David Guetta, Daft Punk và Trentemøller.

## Danh sách nhạc
- Memories...Do Not Open (2017)
- Sick Boy (2018)
- World War Joy (2019)
- So Far So Good (2022)
- Summertime Friends (2023)